# Ivan Božič (politik)
Ivan Božič, slovenski politik in diplomirani inženir gozdarstva, * 3. avgust 1939.

## Življenjepis
Leta 1996 je bil izvoljen v 2. državni zbor Republike Slovenije; v tem mandatu je bil član naslednjih delovnih teles:
- Komisija za volitve, imenovanja in administrativne zadeve (od 16. januarja 1997),
- Komisija za lokalno samoupravo (od 16. januarja 1997),
- Odbor za infrastrukturo in okolje (od 16. januarja 1997) in
- Odbor za kmetijstvo, gozdarstvo in prehrano (od 16. januarja 1997).